# 西京丸
西京丸（さいきょうまる）は日本郵船の貨客船。日清戦争では巡洋艦代用として、日露戦争では病院船として運用された。
なお、太平洋戦争後に讃岐丸型貨物船の8番船として同名の二代目船が建造された。1961年（昭和36年）に竣工後、貨物輸送に従事。1979年（昭和54年）に解体された。
文中、トン数表示のみの船舶は日本郵船の船舶である。

## 竣工
1885年、激しい競争を繰り広げていた郵便汽船三菱会社と共同運輸会社が合併し、日本郵船が設立された。新会社といっても、船隊の顔ぶれは旧会社2社からそのまま引き継いだものが多く、老朽船が多数を占めた他帆船も11隻含まれていた。郵船が最初に行ったことは、これら雑多な船隊を整理して新造船の導入を進め、船質改善に務めることであった。西京丸は郵船創立後最初の新造船としてグラスゴーのロンドン＆グラスゴー造船所で建造された。西京丸は1888年6月に完成後日本に回航され、同年8月に到着し、上海航路に就航した、後ろ方向にやや傾斜したマストと煙突を持ち、船橋楼から船尾にかけては遊歩甲板が設けられ、その下に一等船室やサロンなどが設けられた。

## 日清戦争・黄海海戦
日清戦争では「西京丸」は1894年8月11日に海軍に徴傭された。「西京丸」は巡洋艦代用に改造され、その任務は報知艦であった。また、副任務として艦隊に対する炭水供給もあった。雇用代金は21万5270円で、兵装は安式12cm速射砲1、57mm山内速射砲1、47mm山内速射砲2、小銃50、拳銃20であった。12cm砲は船首、57mm砲は船尾、47mm砲は艦橋前の前甲板に搭載された。
「西京丸」は武装が施され、9月2日に佐世保を出撃して、翌3日に長直路の根拠地に到着した。9月6日、軍令部長樺山資紀が幕僚5名を従えて西京丸に乗艦。西京丸は戦況視察の目的を以って連合艦隊付属となり、艦隊とともに9月16日に出撃した。
翌17日昼ごろ、連合艦隊は黄海海上、海洋島近海で清国北洋艦隊を発見。黄海海戦である。艦隊発見と同時に、連合艦隊司令長官伊東祐亨は、西京丸と赤城に対して戦闘を避けるよう信号を出した。しかし、信号に従って戦闘を避けたつもりだったのが、戦闘自体が激しくなるにつれ、いつしか敵前孤立の形となった。この時までに上甲板に一発被弾し船室を貫通したが、幸い戦死者は出なかった。最初の危機が去って間もなく、今度は北洋艦隊旗艦定遠と鎮遠、来遠の3隻が西京丸に対して攻撃を仕掛けた。定遠か鎮遠のうちのどちらかが発射した30.5センチ砲弾が命中し、サロンと機関室、スチームパイプを破壊した。スチームパイプの破壊で一時操舵が困難となったが、人力装置に切り替えて第二の危機を乗り切った。ほどなく水線付近にも被弾し浸水が始まったが、この浸水はセメントで被弾箇所を固めて食い止めた。

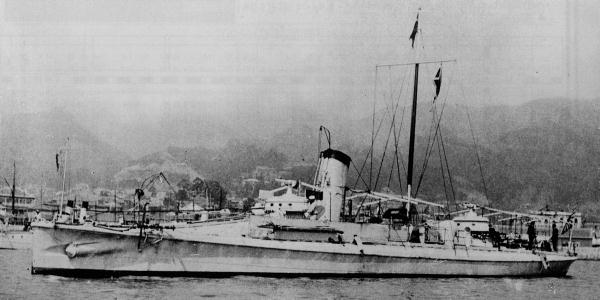
福龍

定遠以下の攻撃を凌いだのもつかの間、前方から新手の敵である平遠と広丙が水雷艇を伴って襲ってきた。西京丸は備砲で水雷艇を追い払うと、平遠と広丙に対して攻撃。両艦は大した反撃もなく去り、続く敵、水雷艇福龍が西京丸の前に立ちふさがった。福龍は西京丸に対して500メートルの距離で最初の雷撃を敢行。しかし、これは西京丸の左舷をかすめ去った。西京丸は備砲で反撃を試みたが、運悪く故障が発生し反撃できなかった。福龍は西京丸が反撃できない好機を逃さず、二度目の攻撃でわずか40メートルにまで接近し、魚雷を発射。しかし、距離が近すぎたのか魚雷は西京丸の下を通過して反対側に去っていった。西京丸は「舵故障」の信号を掲げて戦場を離脱した。
「西京丸」は12発被弾し、うち4発は30cm砲弾であったというが、戦死者は1名のみであった。一方「西京丸」は12cm砲42発、57mm砲59発、47mm砲134発、小銃25発、拳銃15発を発射した。
黄海海戦後の西京丸は修理の後、引き続き徴用船として活動。1895年5月8日以降の台湾平定にも参加した。最中の10月28日に台湾征討近衛師団長北白川宮能久親王が台南にて薨去。西京丸は能久親王の遺体を安平から日本に運搬した。この際、表向きには「（能久親王は）御病気ニテ御帰京遊バサル」ということになっていた。戦争終結後、西京丸は徴用を解除された。
1896年3月5日解傭。

## その後の西京丸
上海航路に復帰した西京丸は大いにモテた。黄海海戦での奮戦ぶりが大々的に報じられ、わざわざ西京丸の便を待つ乗客が出るほどの人気であった。
義和団事件の際は陸軍に徴用されている。期間は1900年7月6日から8月11日まで。
1903年、西京丸は弘済丸（2,627トン）と入れ替わるように上海航路から撤退した。1903年12月時点では神戸基隆線に就航していた。
日露戦争では1904年2月12日に海軍に徴傭され、病院船として使用された。1905年11月27日解傭。
1909年、「西京丸」は南満洲鉄道に傭船され、大連・上海航路に就航。1913年8月に「さかき丸」が就航すると「西京丸」は傭船を解除された。
第一次世界大戦前後は青島航路に転じ、1921年5月7日に栗林商船に売却され、上海・大連航路に就航した。その後は老朽化により引退し、1927年夏に大阪尻無川で解体された。

## 年表
- 1888年6月：ロンドン＆グラスゴー造船所で竣工
- 1888年8月：日本到着。上海航路に就航
- 1894年8月：日清戦争開戦により海軍に徴用
- 1894年9月17日：黄海海戦に参加。損傷を被る
- 1895年：台湾平定に参加
- 1895年10月29日：北白川宮能久親王の霊柩を輸送
- 1903年4月23日：上海航路から撤収
- 1904年：海軍に徴用。病院船として活動
- 1913年ごろ：青島航路に就航中
- 1921年5月7日：栗林商船に売却。上海・大連航路に就航
- 1927年夏：大阪の尻無川で解体

## 艦長
- 鹿野勇之進 少佐：1894年8月14日 - 1895年1月30日[24]
- 東郷正路 少佐：1895年1月30日 - 11月30日[25]